# British Academy Film Award/Bester animierter Spielfilm

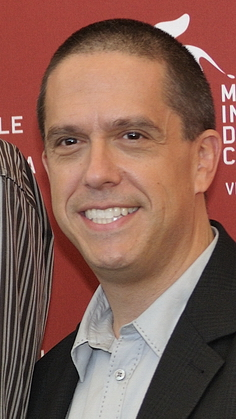
Lee Unkrich, Regisseur des 2011 preisgekrönten Films Toy Story 3

Gewinner und Nominierte in der Kategorie Bester animierter Spielfilm (Best Animated Film) seit der ersten Verleihung bei den British Academy Film Awards (BAFTA Awards) im Jahr 2007. Im Jahr zuvor hatte sich der Animationsfilm Wallace & Gromit – Auf der Jagd nach dem Riesenkaninchen als Bester britischer Film gegen Realfilme wie Der ewige Gärtner oder Stolz und Vorurteil durchgesetzt. Ebenfalls im Jahr 2007 führte die konkurrierende Golden-Globe-Verleihung eine solche Kategorie neu ein.
Bis 2014 wurde der BAFTA-Gewinner stets mit dem Oscar in derselben Kategorie ausgezeichnet. Erfolgreichstes Animationsstudio ist Pixar, dessen Filme zwischen 2008 und 2011 und 2013 fünfmal preisgekrönt wurden.
Ein Film qualifiziert sich, sofern dieser im Wesentlichen über den Großteil seiner Laufzeit animiert ist und eine bedeutende Zahl von animierten Hauptfiguren aufweist. Die Auszeichnung wird im Ermessen des BAFTA-Filmkomitees vergeben, sofern mindestens acht Beiträge eingereicht werden. Ausgezeichnet werden i. d. R. die Regisseure, wobei nach den aktuellen Regelungen nur zwei Personen pro Film eine Nennung erhalten. Im Gegensatz zu den übrigen Filmkategorien werden nicht mehr als drei Nominierungen vergeben. Theoretisch können animierte Spielfilme auch in der Kategorie Bester Film gemeinsam mit Realfilmen nominiert werden, was aber bisher noch nicht eingetreten ist.
Die unten aufgeführten Filme werden mit ihrem deutschen Verleihtitel (sofern ermittelbar) angegeben, danach folgt in Klammern in kursiver Schrift der Originaltitel in der jeweiligen Landessprache und die Namen der Regisseure. Die Nennung des Originaltitels entfällt, wenn deutscher und Original-Filmtitel identisch sind. Die Gewinner stehen hervorgehoben an erster Stelle.

## 2000er Jahre
2007
Happy Feet – Regie: George Miller
Cars – Regie: John Lasseter
Flutsch und weg (Flushed Away) – Regie: David Bowers und Sam Fell
2008
Ratatouille – Regie: Brad Bird
Shrek der Dritte (Shrek the Third) – Regie: Chris Miller
Die Simpsons – Der Film (The Simpsons Movie) – Regie: David Silverman
2009
WALL·E – Der Letzte räumt die Erde auf (WALL·E) – Regie: Andrew Stanton
Persepolis – Regie: Vincent Paronnaud und Marjane Satrapi
Waltz with Bashir (ואלס עם באשיר; Vals Im Bashir) – Regie: Ari Folman

## 2010er Jahre
2010
Oben (Up) – Regie: Pete Docter
Coraline – Regie: Henry Selick
Der fantastische Mr. Fox (Fantastic Mr. Fox) – Regie: Wes Anderson
2011
Toy Story 3 – Regie: Lee Unkrich
Ich – Einfach unverbesserlich (Despicable Me) – Regie: Pierre Coffin und Chris Renaud
Drachenzähmen leicht gemacht (How To Train Your Dragon) – Regie: Dean DeBlois und Chris Sanders
2012
Rango – Regie: Gore Verbinski
Die Abenteuer von Tim und Struppi – Das Geheimnis der Einhorn (The Adventures of Tintin) – Regie: Steven Spielberg
Arthur Weihnachtsmann (Arthur Christmas) – Regie: Sarah Smith
2013
Merida – Legende der Highlands (Brave) – Regie: Steve Purcell, Mark Andrews und Brenda Chapman
Frankenweenie – Regie: Tim Burton
ParaNorman – Regie: Sam Fell und Chris Butler
2014
Die Eiskönigin – Völlig unverfroren (Frozen) – Regie: Chris Buck, Jennifer Lee
Ich – Einfach unverbesserlich 2 (Despicable Me 2) – Regie: Pierre Coffin, Chris Renaud
Die Monster Uni (Monsters University) – Regie: Dan Scanlon
2015
The LEGO Movie – Regie: Phil Lord, Chris Miller
Baymax – Riesiges Robowabohu (Big Hero 6) – Regie: Don Hall, Chris Williams
Die Boxtrolls (The Boxtrolls) – Regie: Graham Annable, Anthony Stacchi
2016
Alles steht Kopf (Inside Out) – Regie: Pete Docter, Ronaldo del Carmen
Shaun das Schaf – Der Film (Shaun the Sheep Movie) – Regie: Mark Burton, Richard Starzak
Minions – Regie: Pierre Coffin, Kyle Balda
2017
Kubo – Der tapfere Samurai (Kubo and the Two Strings) – Regie: Travis Knight
Findet Dorie (Finding Dory) – Regie: Andrew Stanton
Vaiana (Moana) – Regie: Ron Clements, John Musker
Zoomania (Zootopia) – Regie: Byron Howard, Rich Moore
2018
Coco – Lebendiger als das Leben! (Coco) – Lee Unkrich, Darla K. Anderson
Loving Vincent – Dorota Kobiela, Hugh Welchman, Ivan Mactaggart
Mein Leben als Zucchini (Ma vie de Courgette) – Claude Barras, Max Karli
2019
Spider-Man: A New Universe (Spider-Man: Into The Spider-Verse) – Bob Persichetti, Peter Ramsey, Rodney Rothman, Phil Lord
Isle of Dogs – Ataris Reise (Isle of Dogs) – Wes Anderson, Jeremy Dawson
Die Unglaublichen 2 (Incredibles 2) – Brad Bird, John Walker

## 2020er Jahre
2020
Klaus – Jinko Gotoh, Sergio Pablos
A Toy Story: Alles hört auf kein Kommando (Toy Story 4) – Josh Cooley, Mark Nielsen
Die Eiskönigin II (Frozen 2) – Chris Buck, Peter Del Vecho, Jennifer Lee
Shaun das Schaf – UFO-Alarm (A Shaun The Sheep Movie: Farmageddon) – Will Becher, Paul Kewley, Richard Phelan
2021
Soul – Pete Docter, Dana Murray
Onward: Keine halben Sachen (Onward) – Dan Scanlon, Kori Rae
Wolfwalkers – Tomm Moore, Ross Stewart, Paul Young
2022
Encanto – Jared Bush, Byron Howard, Yvett Merino, Clark Spencer
- Flee – Jonas Poher Rasmussen, Monica Hellström
- Luca – Enrico Casarosa, Andrea Warren
- Die Mitchells gegen die Maschinen (The Mitchells vs the Machines) – Mike Rianda, Phil Lord, Chris Miller

2023
Guillermo del Toros Pinocchio (Guillermo del Toro’s Pinocchio) – Guillermo del Toro, Mark Gustafson, Gary Ungar, Alex Bulkley
- Der gestiefelte Kater: Der letzte Wunsch (Puss in Boots: The Last Wish) – Joel Crawford, Mark Swift
- Marcel the Shell with Shoes On – Dean Fleischer Camp, Andrew Goldman, Elisabeth Holm, Caroline Kaplan, Paul Mezey
- Rot (Turning Red) – Domee Shi, Lindsey Collins

2024
Der Junge und der Reiher (The Boy and the Heron) – Regie: Hayao Miyazaki; Produktion: Toshio Suzuki
- Chicken Run: Operation Nugget (Chicken Run: Dawn of the Nugget) – Regie: Sam Fell; Produktion: Leyla Hobart und Steve Pegram
- Elemental – Regie: Peter Sohn; Produktion: Denise Ream
- Spider-Man: Across the Spider-Verse – Regie: Joaquim Dos Santos, Kemp Powers und Justin K. Thompson; Produktion: Avi Arad, Phil Lord, Christopher Miller, Amy Pascal und Christina Steinberg

2025
Wallace & Gromit – Vergeltung mit Flügeln (Wallace & Gromit: Vengeance Most Fowl) – Regie: Nick Park und Merlin Crossingham; Produktion: Richard Beek
- Alles steht Kopf 2 (Inside Out 2) – Regie: Kelsey Mann; Produktion: Mark Nielsen
- Flow (Straume) – Regie: Gints Zilbalodis; Produktion: Matīss Kaža
- Der wilde Roboter (The Wild Robot) – Regie: Chris Sanders; Produktion: Jeff Herman